# Thirty Meter Telescope

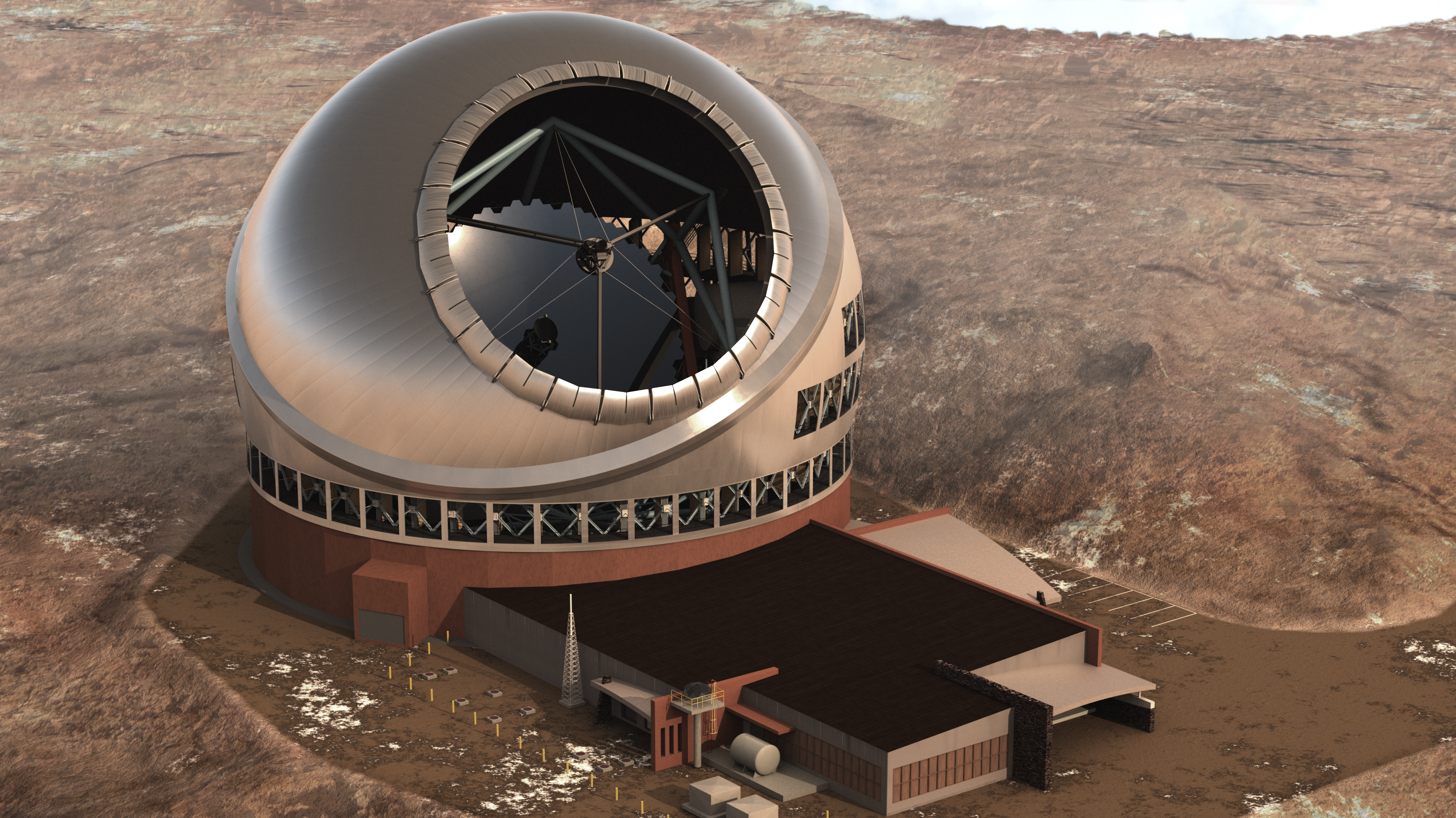
Künstlerische Illustration – Rendering des TMT

Das Thirty Meter Telescope (TMT) ist ein Spiegelteleskop mit 30 Meter Spiegeldurchmesser, das von einer Kooperation des Caltech mit kanadischen Universitäten gebaut wird. Der Hauptspiegel des Observatoriums soll aus 492 Segmenten mit einem Durchmesser von je 1,4 Meter gefertigt werden. Das Teleskop ist für Beobachtungen im sichtbaren bis mittleren infraroten Wellenlängenbereich (0,31 bis 28 Mikrometer) konzipiert. Es wird mit einer adaptiven Optik ausgestattet sein, und bei Wellenlängen von mehr als 0,8 µm damit eine zehnfach höhere Auflösung als das Hubble Space Telescope erreichen. Als Aufstellungsort ist der Mauna Kea in Hawaii in direkter Nachbarschaft zu den Teleskopen Keck, Subaru und Gemini North vorgesehen.
Einige Vertreter der Hawaiier lehnen den Bau ab, weil der Mauna Kea in ihrer Mythologie heilig ist.

## Geschichte
Baustart war im Oktober 2014, der wissenschaftliche Betrieb sollte 2022 beginnen.
Die Baugenehmigung wurde Ende 2015 vom Hawaiischen Verfassungsgericht aufgrund von Formfehlern aufgehoben und in einem neuen Verfahren im September 2017 wieder erteilt.
Der nach der juristischen Klärung für Mitte Juli 2019 angesetzte Baubeginn wurde durch Proteste am Puʻu Huluhulu verhindert. Es lässt sich daher kein voraussichtliches Eröffnungsdatum angeben.

## Wissenschaftliche Ziele
Das TMT soll einen großen Bereich astrophysikalischer Untersuchungen abdecken, unter anderem:
- Dunkle Energie, dunkle Materie
- Charakterisierung der ersten Sterne und Galaxien im Universum
- Untersuchung der Reionisierungsepoche
- Entwicklung von Galaxien in den letzten 13 Milliarden Jahren
- Verbindungen zwischen supermassiven Schwarzen Löchern und Galaxien
- Untersuchungen einzelner Sterne in Galaxien bis zu Entfernungen von 10 Megaparsec
- Physik der Planeten- und Sternentstehung
- Entdeckung und Untersuchung von Exoplaneten
- Studien zu Objekten im Kuipergürtel
- Suche nach Zeichen von Leben außerhalb des Sonnensystems

## Vergleich mit anderen Großteleskopen

Vergleich der Spiegelflächen optischer Teleskope

| Name                                    | Apertur Durchmesser (m) | Spiegelfläche (m²) | Erstes Licht | Quelle      |
| --------------------------------------- | ----------------------- | ------------------ | ------------ | ----------- |
| Extremely Large Telescope (ELT)         | 39,3                    | 978                | 2029         | [ 6 ]       |
| Thirty Meter Telescope (TMT)            | 30                      | 655                | unklar       | [ 4 ]       |
| Giant Magellan Telescope (GMT)          | 24,5                    | 368                | 2030-        | [ 7 ] [ 8 ] |
| Southern African Large Telescope (SALT) | 11,1 × 9,8              | 79                 | 2005         | –           |
| Keck-Observatorium                      | 10,0                    | 76                 | 1990, 1996   | –           |
| Gran Telescopio Canarias (GTC)          | 10,4                    | 74                 | 2007         | –           |
| Very Large Telescope (VLT)              | 8,2                     | 4 × 50             | 1998–2000    | –           |